# 아이스와인

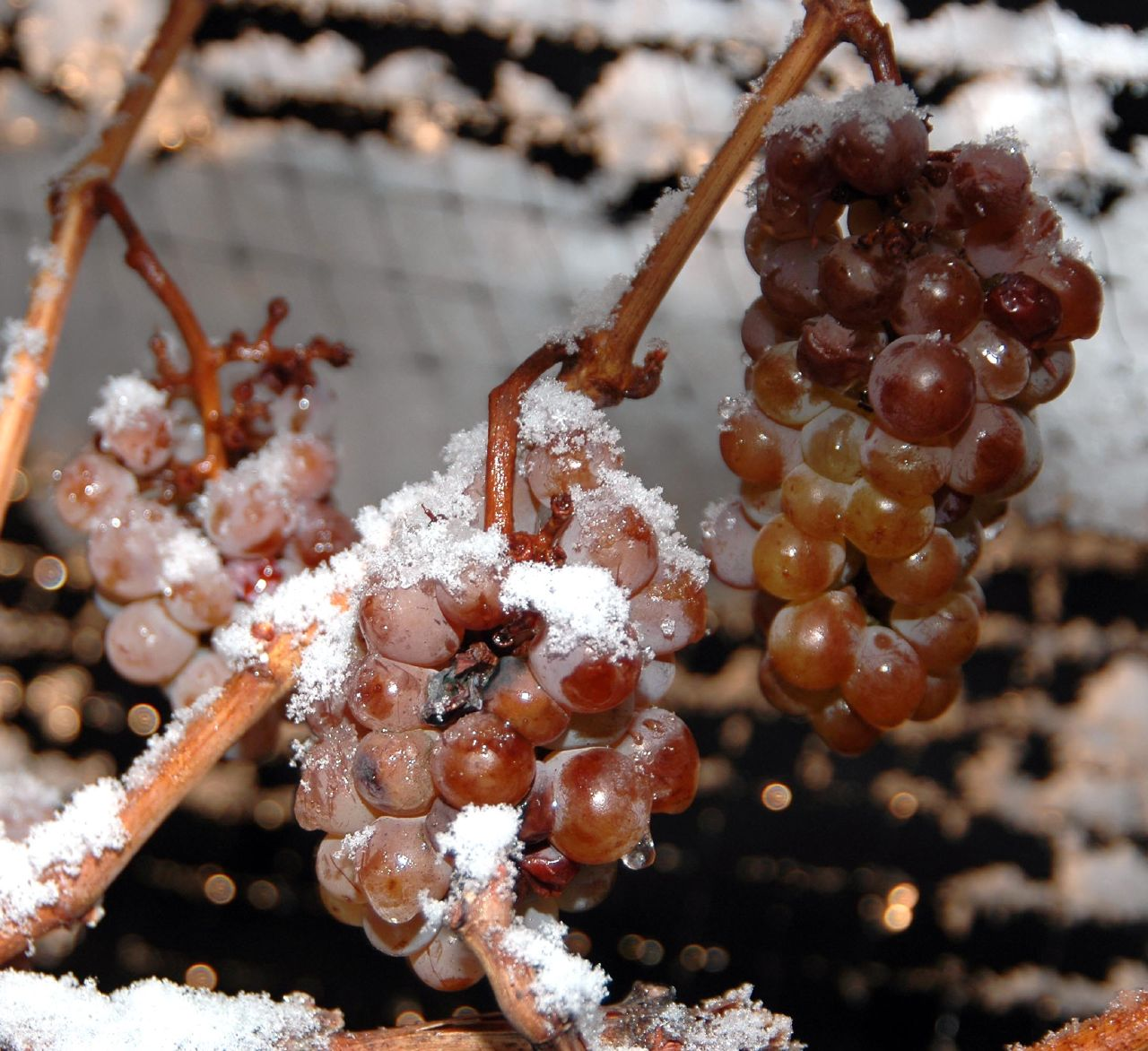
아이스와인에 사용될 언 포도

아이스와인(영어: ice wine, 독일어: Eiswein 아이스바인[*])은 언 상태(-6~7°C)에서 딴 포도로 만드는 포도주이다. 이때 당분은 얼지 않고 물만 얼기 때문에, 얼음을 녹이지 않고 과즙만 잘 눌러 짜내면, 보통의 과즙보다 당도가 높은 과즙을 얻게되고, 이를 이용해 발효주를 만들면 단맛이 많이 나는 포도주를 얻을 수 있게 된다. 그러나, 수확한 언포도를 압착하여 즙을 짜낼 때 너무 센 힘으로 누르면, 얼음이 압력에 녹아 과즙에 함께 나오게 되므로 과즙의 당도를 떨어트리게 되는 문제가 생기고, 너무 약한 힘으로 누르면 제대로 압착되지 않으므로 과즙자체를 얻기 어렵게 되는 문제가 있다. 결국 포도의 결빙상태를 잘 판단하여 수확하고 그에 맞춰 적당한 압력을 찾아 눌러짜는 기술이 있어야 한다.
보통 디저트 포도주에 쓰는 쏘떼른(Sauternes)이나 토카지, 트로큰베렌아우스레제 등이 잿빛곰팡이(Botrytis cinerea)나 귀부병(noble rot)라는 포도곰팡이를 이용해 단맛과 향을 높인 것인 반면, 아이스와인의 포도는 이런 포도곰팡이의 영향을 받으면 안 된다. 보통 포도의 수확시기가 초가을인 반면, 얼음포도주를 만드는 포도는 겨울에 수확하게 되는데, 연초에 포도를 딸 무렵이면, 잘 익은 포도만이 제 모양을 유지하고 남아있게 된다. 곰팡이가 쓸지 않은 상태에서 잘 익은 포도를 언상태로 수확하여 과즙을 얻음으로써, 아이스와인 특유의, 신맛과 잘 어우러진 개운한 단 맛을 만들어 낼 수 있게 되는 것이다. 포도에 Botrytis가 없을 때, 포도주는 깨끗하다(클린 와인)고 부른다.
독일과 오스트리아에서 생산된 아이스와인의 가격이 제일 비싸고 고급으로 치지만, 생산량이 많지가 않다. 캐나다 산 아이스와인은 좀 더 대중적이고 가격대비 품질이 뛰어나다.

## 역사
18세기 독일에서 처음 만들어져 1980년대 캐나다에서 널리 퍼졌다.

## 캐나다의 아이스와인
캐나다의 아이스와인은 주로 온타리오주에 있는 나이아가라반도에서 생산한다. 기후가 적합하고 토질이 좋아 높은 품질이 아이스와인을 생산하며 나이아가라 대학 와인제조과정이 있어 전문 인력 공급도 수월하다.  캐나다 관광청 선정 캐나다 4대 요리로 쇠고기 스테이크, 바닷가재, 메이플 시럽과 함께 선정되었다. 2009년 12월에는 노벨평화상 만찬의 디저트 와인으로 선정되었다.

## 같이 보기
- 나이아가라 반도 포도주 양조장
- 나이아가라 대학